# 王楚士
王楚士（?—?），贵州黃平人，清朝政治人物， 同進士出身。王枟孫。
乾隆七年（1742年）壬戌科進士，三甲一百二十八名，后事不詳。